# Phihong
Die Phihong Technology Co., Ltd. ist ein taiwanesisches Unternehmen, das Informationstechnologie-Produkte herstellt.
2014 setzte Phihong 12,436 Milliarden Neue Taiwan-Dollar (umgerechnet 339 Mio. €) um. 2001 beschäftigte es 2600 Mitarbeiter.
Das 1972 gegründete Unternehmen hat seinen Sitz in Sanchong (Neu-Taipeh).
Weitere Niederlassungen sind in:
- Taoyuan, Taiwan
- Xuhui, Shanghai, China
- Linkou (Neu-Taipeh), Taiwan (neue Fab)